# Сен-Дени
Сен-Дени́ (фр. Saint-Denis МФА: [sɛ̃.d(ə).ni]о файле) — коммуна во Франции, в 9 км к северу от центра Парижа, население — 109,3 тыс. жителей (2013). Находится на правом берегу Сены, при впадении построенного в 1824 году канала Сен-Дени, против острова того же названия. Имеет прямое транспортное сообщение с Парижем (станция RER D Стад де Франс — Сен-Дени и четыре станции линии 13 Парижского метрополитена).

## История
На месте нынешнего Сен-Дени во II—III веках было селение, называвшееся Катколак (лат. vicus Catcolacus или Catculliacum). До недавнего времени здесь протекали речушки, вызывавшие частые наводнения, и хватало болот. Сен-Дени возник около основанного Дагобертом I в 630 году бенедиктинского аббатства. В XII веке тут жил Абеляр. Город очень пострадал во время Столетней войны, после неё из 10 000 населения в нём осталась только треть. В 1567 году у Сен-Дени произошло сражение католиков с гугенотами, в котором пал Анн де Монморанси.
С 17 сентября 1793 года по 1800 год по приказу Национального конвента город стал называться Франсиадой.
В XIX веке — промышленный пригород Парижа. С 1920-х годов считается «красным городом», немалым влиянием в котором пользуется ФКП. Несколько улиц Сен-Дени названы именами советских космонавтов, отчего иногда его называют «городом космонавтов».
Основная достопримечательность — готическое аббатство Сен-Дени, усыпальница королей Франции.

## Население
Две пятых жителей Сен-Дени — иммигранты и граждане из заморских департаментов, из них 14 % — выходцы из Магриба, 10 % — чёрные, 11 % — выходцы из Европы (португальцы, испанцы, греки) и Америки (бразильцы, колумбийцы, мексиканцы, кубинцы). 70 % жителей до 18 лет имеют хотя бы одного родителя-иммигранта. 64 % жителей являются французами (что ниже, чем в Париже и Иль-де-Франсе, где французов свыше 75 %).
Сен-Дени и его окрестности печально известны своим уровнем преступности, который почти в два раза выше, чем в среднем по стране. 

## Спорт
К чемпионату мира по футболу 1998 года в городе был построен крупнейший во Франции 80-тысячный стадион «Стад де Франс», на котором проходил ряд матчей и финал Евро-2016.

## Города-побратимы
- Кордова, Испания
- Гера, Германия
- Северный Ланаркшир, Великобритания
- Порту-Алегри, Бразилия
- Сесто-Сан-Джованни, Италия
- Тузла, Босния и Герцеговина
- Газа, Палестинская национальная администрация
- Назарет, Израиль
- Ларба-Нат-Иратен, Алжир
- Тизнит, Марокко
- Джелебоу, Мали
- Каракоро, Мали
- Сахель, Мали